# My World (EP de Aespa)
My World es el tercer extended play (EP) del grupo femenino surcoreano Aespa. Fue lanzado por SM Entertainment el 8 de mayo de 2023 e incluye seis canciones. Entre ellas se encuentran el sencillo de prelanzamiento «Welcome to My World», con la participación de Naevis, y el tema principal «Spicy», que se ubicó entre los tres primeros lugares de la Circle Digital Chart.
A diferencia del sonido oscuro y futurista con influencias de hyperpop que caracterizó sus trabajos anteriores, Savage (2021) y Girls (2022), este nuevo disco presenta un estilo pop más brillante, con elementos de dance y R&B, melodías pegajosas y las voces distintivas del grupo. El álbum explora una variedad de géneros, como pop alternativo, dream pop, synth-pop y baladas al estilo coreano.
El grupo describió este álbum como un regreso al «mundo real» dentro del universo de Kwangya y mostró una nueva faceta a través de distintos géneros musicales.  
My World fue bien recibido por la crítica y logró un gran éxito comercial. Debutó en el primer lugar de la Circle Album Chart, con más de 1.4 millones de copias vendidas en su primera semana. Más adelante, recibió una certificación de la KMCA. Tras su lanzamiento físico en Estados Unidos, se convirtió en el segundo álbum del grupo en ingresar al top 10 del Billboard 200.

## Antecedentes y lanzamiento
Durante la primera mitad de 2023, el grupo enfrentó retrasos en su cronograma de regreso, en parte debido a diferencias creativas entre los equipos de producción y la dirección ejecutiva. A pesar de estos contratiempos, las integrantes continuaron trabajando en nuevo material y presentaron varias canciones inéditas durante su primer concierto en solitario, Synk: Hyper Line, realizado en febrero de ese año. En una entrevista publicada en la edición de marzo de 2023 de Uproxx, Giselle adelantó que el próximo lanzamiento del grupo mostraría «algo un poco diferente, pero fiel a la esencia de Aespa» y destacó una faceta más versátil de las integrantes. También señaló que «las nuevas canciones tendrían un tono más sentimental», con un enfoque centrado principalmente en la dirección musical, además del aspecto escénico.
El 17 de abril de 2023, SM Entertainment anunció oficialmente el regreso de Aespa con un nuevo EP titulado My World, programado para el 8 de mayo. El anuncio incluyó detalles sobre el contenido del disco, compuesto por seis pistas, y sobre su lanzamiento físico, que contaría con múltiples versiones y portadas coleccionables. Ese mismo día se habilitaron las reservas, que marcó el inicio de una campaña promocional que combinó elementos visuales futuristas con una estética más cercana al «mundo real», en contraste con los conceptos digitales que habían definido las eras anteriores del grupo. La promoción del disco se desarrolló en varias etapas. El 18 de abril, se publicó un teaser que introducía el nuevo concepto visual, seguido por una serie de adelantos temáticos y audiovisuales en redes sociales. El 24 de abril, el grupo reveló la lista completa de canciones, que destacó a «Spicy» como el sencillo principal. Dos días después, se anunció la participación de Naevis —personaje virtual del universo narrativo de Aespa— como artista invitada en la canción «Welcome to My World», que se lanzó anticipadamente el 2 de mayo junto con su videoclip. Durante la semana previa al lanzamiento, Aespa compartió videoclips para varias canciones del EP, que incluía a «I'm Unhappy», «Salty & Sweet» y «Thirsty». Finalmente, el 8 de mayo de 2023, el grupo publicó My World en plataformas digitales y físicas, acompañado por el videoclip de «Spicy».

### Sencillos
Aespa comenzó con las promociones del disco con el lanzamiento de «Welcome to My World» el 2 de mayo, una semana antes del estreno oficial del EP. Esta canción, que incluye la participación vocal de Naevis, sorprendió por su estilo dream pop con un sonido a lo intenso y futurista que había caracterizado sus trabajos anteriores. Originalmente, el tema fue concebido como la canción debut en solitario de Naevis, pero según reveló Ningning a través de la plataforma Bubble, el grupo decidió «robarla» tras escucharla. Musicalmente, «Welcome to My World» es una canción de dream pop y pop alternativo. Se caracteriza por un riff de guitarra y arreglos orquestales, con una letra que invita tanto a Naevis como al oyente a adentrarse en el universo musical de Aespa. Fue compuesta por Mich Hansen (Cutfather), Jacob Uchorczak (Ubizz), Celine Svanbäck y Patrizia Helander, con letras de Ellie Suh, Hyun Ji-won y Danke.
Por otro lado, «Spicy», fue lanzado el 8 de mayo junto con el disco. La canción fue compuesta por el dúo sueco Moonshinẹ, junto con Emily Yeonseo Kim y Cazzi Opeia, y escrita por Bang Hye-hyun de JamFactory. Musicalmente, es un tema dance, pop y synth-pop de estilo experimental. Se distingue por un bajo sintetizado muy marcado y un ritmo enérgico. Han Seong-hyeon, crítico de IZM, mencionó que la canción «carece de originalidad» y por su «estructura melódica monótona», sin un buen desarrollo. Aunque el precoro introduce cierta emoción, la producción ha sido comparada con canciones de f(x) o Itzy, sin lograr una identidad sonora claramente definida.

## Desarrollo

### Concepción
En esta nueva etapa, SM Entertainment explicó que My World sigue desarrollando la historia Aespa, pero con las integrantes viajando al «mundo real» dentro del universo de Kwangya. A nivel visual, el grupo dejó atrás la estética cyberpunk y futurista de sus lanzamientos anteriores como Savage y Girls, y adoptó un estilo más kitsch y urbano, tanto en los teasers como en el vestuario. En un artículo para Paper, la periodista Peyton Gatewood comentó que Aespa «abandona el metaverso» y lleva su narrativa «más allá del mundo alienígena, hacia un entorno más naturalista». En Twitter, el grupo también reforzó esta idea con el mensaje: «¡Aespa está en el mundo real!».
Durante el evento en vivo «Aespa 'My World' Countdown Live», Karina comentó que «no hay villanos en nuestro mundo real». Sin embargo, después de que Aespa invitara a Naevis a ese mundo en la canción «Welcome to My World», comenzaron a suceder cosas extrañas. También mencionó que el grupo podría enfrentar una nueva batalla o explorar otro mundo en su próximo lanzamiento.

### Grabación
En una conferencia de prensa en línea, Karina contó que eligieron «Spicy» como sencillo principal porque, aunque la había escuchado hace bastante tiempo, la canción era «tan buena que no se le pudo olvidar». Por eso le propuso a la empresa que la grabaran nuevamente, «ya que era verano y encajaba perfecto». También compartió que «Welcome to My World» originalmente iba a ser una canción de Naevis, pero al escucharla, al grupo les gustó tanto que pidieron si podían cantarla. Karina explicó que les parecía que la canción encajaba muy bien con la identidad del grupo, así que le dijeron a su agencia, que podían hacer un buen trabajo con ella. Fue así como terminó siendo parte del repertorio del grupo. Aunque ya habían bailado y grabado videos con personajes de inteligencia artificial antes, esta fue la primera vez que cantaban junto a uno. Al principio pensaron que sería algo raro, pero la voz de Naevis se mezcló tan bien con las de ellas que funcionó naturalmente. En una entrevista con la revista NME, el grupo mencionó que con este EP «querían mostrar más variedad, desde canciones de dance con mucha energía hasta baladas R&B más suaves».

## Recepción

### Crítica
Tras su lanzamiento, My World fue bien recibido por la crítica, que destacó el cambio de dirección respecto al enfoque cyberpunk de sus anteriores lanzamientos. Los críticos valoraron especialmente la amplitud estilística del EP y el desempeño vocal del grupo. Rhian Daly, de NME, señaló que aunque el álbum reduce la presencia explícita del universo narrativo de SM Entertainment (SMCU), conserva el sonido distintivo de Aespa. Comentó que «referencias como la figura de Naevis, antes centrales, aparecen ahora de forma más discreta, perceptibles solo para quienes escuchen con atención». Daly concluyó que el EP demuestra que «el grupo tiene el potencial de explorar nuevos mundos más allá del SMCU». Sharifa Charles, de Clash, describió el proyecto como una muestra clara de la versatilidad del grupo, y destacó su capacidad para utilizar nuevos sonidos. Neil Z. Yeung, de AllMusic, describió el álbum como «una bocanada de aire fresco» dentro del K-pop, y elogió su capacidad para ampliar las posibilidades sonoras y atmosféricas del género.
En una reseña para Dork, Abigail Firth afirmó que el miniálbum revela una nueva faceta de Aespa en la cual reforzó su versatilidad y amplió su universo ficticio. Por su parte, Han Seong-hyun, de IZM, interpretó el EP como una invitación a cruzar límites creativos más que una afirmación de dominio artístico. También destacó la canción «Welcome to My World» como una de las canciones más notables del disco.

### Comercial
El 24 de abril de 2023, SM Entertainment informó que My World había superado las 1.5 millones de copias en preventa en menos de una semana. El álbum debutó en el primer lugar de Circle Album Chart con 1 420 178 copias vendidas. En su primera semana a la venta, Aespa vendió más de 1.6 millones de unidades según Hanteo Chart, y rompió el récord que Blackpink había establecido con Born Pink en septiembre de 2022. Dos semanas después del lanzamiento, las ventas totales superaron los dos millones de copias. La Korea Music Content Association (KMCA) otorgó al grupo la certificación de doble millón.
En Estados Unidos, el disco debutó en el noveno puesto de Billboard 200, con 39 000 copias vendidas tras su lanzamiento en formato físico. Se convirtió en el segundo álbum consecutivo de Aespa en ingresar al top 10 de esa lista. Además, el EP alcanzó el primer lugar en las listas Billboard World Albums y Top Album Sales, y logró su tercer número uno en la categoría de álbumes mundiales.

## Premios y nominaciones
| Premiación                | Año  | Categoría                        | Resultados | Ref.   |
| ------------------------- | ---- | -------------------------------- | ---------- | ------ |
| Asian Pop Music Awards    | 2023 | Mejor álbum del año (Extranjero) | Nominado   | [ 38 ] |
| Circle Chart Music Awards | 2023 | Artista del año — Álbum          | Nominado   | [ 39 ] |
| Golden Disc Awards        | 2023 | Mejor álbum (Bonsang)            | Ganador    | [ 40 ] |
| Golden Disc Awards        | 2023 | Álbum del año (Daesang)          | Nominado   | [ 40 ] |
| MAMA Awards               | 2023 | Álbum del año                    | Incluida   | [ 41 ] |
| Melon Music Awards        | 2023 | Álbum del año                    | Nominado   | [ 42 ] |

## Lista de canciones
- Créditos adaptados de Melon.[43]

| My World |                                    |                                                             | |                                     |          |  |
| N.º      | Título                             | Letras                                                      | Música                                                                                                  | Areglo                              | Duración |  |
| 1.       | «Welcome to My World» (con Naevis) | Ellie Suh (153/Joombas), Hyun Ji-won, Danke (Lalala Studio) | Mich Hansen, Jacob Uchorczak, Celine Svanbäck, Patrizia Helander                                        | Cutfather, Ubizz                    | 3:27     |  |
| 2.       | «Spicy»                            | Bang Hye-hyun (JamFactory)                                  | Ludvig Evers (Moonshine), Jonatan Gusmark (Moonshine), Emily Yeonseo Kim, Moa "Cazzi Opeia" Carlebecker | Moonshine, Jinbyjin                 | 3:17     |  |
| 3.       | «Salty & Sweet»                    | Bang Hye-hyun (JamFactory)                                  | Anne Judith Wik, Moa "Cazzi Opeia" Carlebecker, Jinbyjin                                                | Jinbyjin                            | 3:22     |  |
| 4.       | «Thirsty»                          | Kim Bo-eun (JamFactory)                                     | Geek Boy Al Swettenham, Kyler Niko, Paulina "Pau" Cerrilla                                              | Geek Boy Al Swettenham              | 3:13     |  |
| 5.       | «I'm Unhappy»                      | Lee Seu-ran (JamFactory)                                    | Barry Cohen, Sophie Hintze, Ally Ahern                                                                  | Gingerbread                         | 3:26     |  |
| 6.       | «'Til We Meet Again»               | Choi Jae-yeon (JamFactory)                                  | Jake K (Artiffect), Maria Marcus, Andreas Öberg, MCK (Artiffect)                                        | Jake K (Artiffect), MCK (Artiffect) | 3:38     |  |
| 20:23    |                                    |                                                             | |                                     |          |  |

## Créditos y personal
- Créditos adaptados del fotolibro del disco.[44]

Estudio
- SM Yellow Tail Studio – grabación (canciones 1, 3, 5), edición digital (canciones 1, 5)
- Seoul Studio – grabación (canción 1)
- SM Starlight Studio – grabación (canciones 2, 5), edición digital (canciones 1–2, 5), mezcla (canción 5)
- SM Big Shot Studio – grabación, edición digital (canción 2), ingeniería de mezcla (canción 3)
- Doobdoob Studio – grabación (canciones 3, 6), edición digital (canciones 1, 3)
- Golden Bell Tree Sound – grabación (canción 4)
- SM LVYIN Studio – grabación, edición digital, ingeniería de mezcla (canción 4)
- Studio-T – grabación (canción 6)
- Sound Pool Studio – grabación (canción 6)
- SM SSAM Studio – edición digital, ingeniería de mezcla (canción 6)
- SM Concert Hall Studio – mezcla (canciones 1, 6)
- SM Blue Ocean Studio – mezcla (canciones 2, 4)
- SM Blue Cup Studio – mezcla (canción 3)
- 821 Sound – masterización (todas las canciones)

Personal
| - SM Entertainment – productor ejecutivo - Lee Sung-soo – director de A&R - Jang Cheol-hyuk – supervisor ejecutivo - Aespa – voces, coros (todas las canciones) - Ellie Suh (153/Joombas) – letra (canción 1) - Danke (Lalala Studio) – letra (canción 1) - Hyun Ji-won – letra (canción 1) - Mich Hansen, también conocido como Cutfather – composición, arreglos (canción 1) - Jacob "Ubizz" Uchorczak – composición, arreglos (canción 1) - Celine Svanbäck – composición (canción 1) - Patrizia Helander – composición (canción 1) - Bang Hye-hyun – letra (canciones 2–3) - Jonatan Gusmark (Moonshine) – composición, arreglos, sintetizador, programación (canción 2) - Ludvig Evers (Moonshine) – composición, arreglos, sintetizador, programación (canción 2) - Moa "Cazzi Opeia" Carlebecker – composición (canciones 2–3), coros (canción 2) - Emily Yeonseo Kim – composición (canción 2), dirección vocal, coros (canciones 2–4) - Jinbyjin – composición, dirección vocal (canción 3), arreglos (canciones 2–3), guitarra eléctrica, sintetizador, programación (canción 2) - Anne Judith Wik – composición (canción 3) - Kim Bo-eun – letra (canción 4) - Geek Boy Al Swettenham – composición, arreglos (canción 4) - Kyler Niko – composición (canción 4) - Paulina "Pau" Cerrilla – composición (canción 4) - Lee Seu-ran – letra (canción 5) - Barry Cohen, también conocido como Gingerbread – composición, arreglos (canción 5) - Sophie Hintze – composición, coros (canción 5) - Ally Ahern – composición, coros (canción 5) - Choi Jae-yeon – letra (canción 6) - Jake K (Artiffect) – composición, arreglos, dirección vocal, bajo, batería, guitarra, piano, sintetizador (canción 6) | - Maria Marcus – composición, coros (canción 6) - Andreas Öberg – composición (canción 6) - MCK (Artiffect) – composición, arreglos, batería, guitarra, piano, sintetizador (canción 6) - Kriz – dirección vocal, coros (canción 1) - Kenzie – dirección vocal (canción 5) - Kwon Ae-jin – coros (canción 6) - Goldbranch – grabación orquestal, arreglos orquestales, programación orquestal (canción 1) - SM Classics Town Orchestra – orquestación (canción 1) - Moon Jung-jae – piano, grabación orquestal (canción 1) - Lee Jong-han – programación orquestal (canción 1) - Kim Kwang-hoon – guitarra (canción 6) - Park In-young – dirección de cuerdas, arreglos de cuerdas (canción 6) - One String – cuerdas (canción 6) - Noh Min-ji – grabación (canciones 1, 3, 5), edición digital (canciones 1, 5) - Jeong Ki-hong – grabación (canción 1) - Choi Da-in – grabación (canción 1) - Lee Chan-mi – grabación (canción 1) - Jeong Yoo-ra – grabación (canciones 2, 5), edición digital (canciones 1–2, 5), mezcla (canción 5) - Lee Min-kyu – grabación, edición digital (canción 2), ingeniería de mezcla (canción 3) - Jang Woo-young – grabación (canciones 3, 6), edición digital (canciones 1, 3) - Kim Kwang-min – grabación (canción 4) - Lee Ji-hong – grabación, edición digital, ingeniería de mezcla (canción 4) - Oh Seong-geun – grabación (canción 6) - On Seong-yoon – grabación (canción 6) - Joo Ye-chan – asistente de grabación (canción 6) - Kang Eun-ji – edición digital, ingeniería de mezcla (canción 6) - Nam Koong-jin – mezcla (canciones 1, 6) - Kim Cheol-sun – mezcla (canciones 2, 4) - Jung Eui-seok – mezcla (canción 3) - Kwon Nam-woo – masterización (todas las canciones) |

## Posicionamiento en listas
| Lista (2023–2024)                       | Mejor posición |
| --------------------------------------- | -------------- |
| Australia (ARIA)                        | 67             |
| Bélgica (Ultratop Valonia)              | 102            |
| Corea del Sur (Circle)                  | 1              |
| Croacia (HDU)                           | 1              |
| España (PROMUSICAE)                     | 45             |
| Francia (SNEP)                          | 26             |
| Hungría (MAHASZ)                        | 30             |
| Japón (Oricon Album Chart)              | 3              |
| Japón (Oricon Combined Albums)          | 3              |
| Japón (Billboard Japan)                 | 3              |
| Polonia (OLiS)                          | 13             |
| Portugal (AFP)                          | 46             |
| Estados Unidos (Billboard 200)          | 9              |
| Estados Unidos (Billboard World Albums) | 1              |

| Lista (2023)           | Mejor posición |
| ---------------------- | -------------- |
| Japón (Oricon)         | 7              |
| Corea del Sur (Circle) | 1              |

| Lista (2023)            | Mejor posición |
| ----------------------- | -------------- |
| Japón (Oricon)          | 73             |
| Japón (Billboard Japan) | 81             |
| Corea del Sur (Circle)  | 9              |

## Certificaciones
| País          | Organismo certificador | Certificación | Ventas certificadas | Ref.   |
| ------------- | ---------------------- | ------------- | ------------------- | ------ |
| Corea del Sur | KMCA                   | 2× Millón     | 2 000               | [ 63 ] |